# SC Sand
Maillots
Actualités
Le Sportclub Sand est un club de football fondé en 1946 et basé à Willstätt. L'équipe première évolue en première division du championnat d'Allemagne de football féminin depuis la saison 2014-2015. 
Vainqueur du Championnat d'Allemagne de football féminin D2 2013-2014, le club perd en finale de la Coupe d'Allemagne de football féminin face au VfL Wolfsbourg en 2016.

## Histoire
- 11 août 1946 : Fondation du club SC Sand
- 1980 : Fondation de la section féminine
- 1996 : Montée en Bundesliga groupe Sud, à cause de la création d'une Bundesliga à poule unique, le club malgré sa sixième place échoua dans les matchs de barrages pour la qualification de cette nouvelle Bundesliga.
- 2014 : Montée en 1.Bundesliga, 17 ans après.
- 2016 : Finaliste de la Coupe d'Allemagne
- 2017 : Finaliste de la Coupe d'Allemagne

## Bilan par saisons
Bilan du SC Sand en Bundesliga
| Saison  | Ligue             | Place | Coupe d'Allemagne                                   |
| ------- | ----------------- | ----- | --------------------------------------------------- |
| 2004/05 | 2. Bundesliga Sud | 4     |                                                     |
| 2005/06 | 2. Bundesliga Sud | 6     |                                                     |
| 2006/07 | 2. Bundesliga Sud | 7     |                                                     |
| 2007/08 | 2. Bundesliga Sud | 6     |                                                     |
| 2008/09 | 2. Bundesliga Sud | 8     |                                                     |
| 2009/10 | 2. Bundesliga Sud | 6     |                                                     |
| 2010/11 | 2. Bundesliga Sud | 11    |                                                     |
| 2011/12 | Regionalliga Sud  | 1     |                                                     |
| 2012/13 | 2. Bundesliga Sud | 3     |                                                     |
| 2013/14 | 2. Bundesliga Sud | 1     |                                                     |
| 2014/15 | 1.Bundesliga      | 10    |                                                     |
| 2015/16 | 1.Bundesliga      | 9     | Coupe d'Allemagne Finaliste (1:2) contre Wolfsbourg |
| 2016/17 | 1.Bundesliga      | 8     | Coupe d'Allemagne Finaliste (1:2) contre Wolfsbourg |
| 2017/18 | 1.Bundesliga      | 7     | Coupe d'Allemagne Quart de finale                   |